# Timarete
Timarete, oppure Tamiri (in greco antico: Τιμαρέτη?, Timarétē; fl. V secolo a.C.), è stata una pittrice greca antica.

## Biografia
Figlia del pittore ateniese Micone, Timarete fu una nota pittrice, artefice di un'opera raffigurante Artemide, ubicata a Efeso.
Ricevette insegnamenti anche da Polignoto di Taso e acquisì grande fama in tutta la Grecia.

## Nella letteratura
Timarete è una delle cinque artiste donne ricordata da Plinio il Vecchio nella sua Naturalis historia (XXXV, 147-148) insieme a Eirene, Aristarete, Iaia ed Olimpia.
Timarete, Eirene e Iaia (indicate rispettivamente come "Tamiri", "Irene" e "Marzia") figurano anche nel De mulieribus claris di Giovanni Boccaccio. Tramite Boccaccio, le tre furono riprese anche da Christine de Pizan nel suo La città delle dame.

## Galleria d'immagini
Timarete in manoscritti miniati francesi del De mulieribus claris

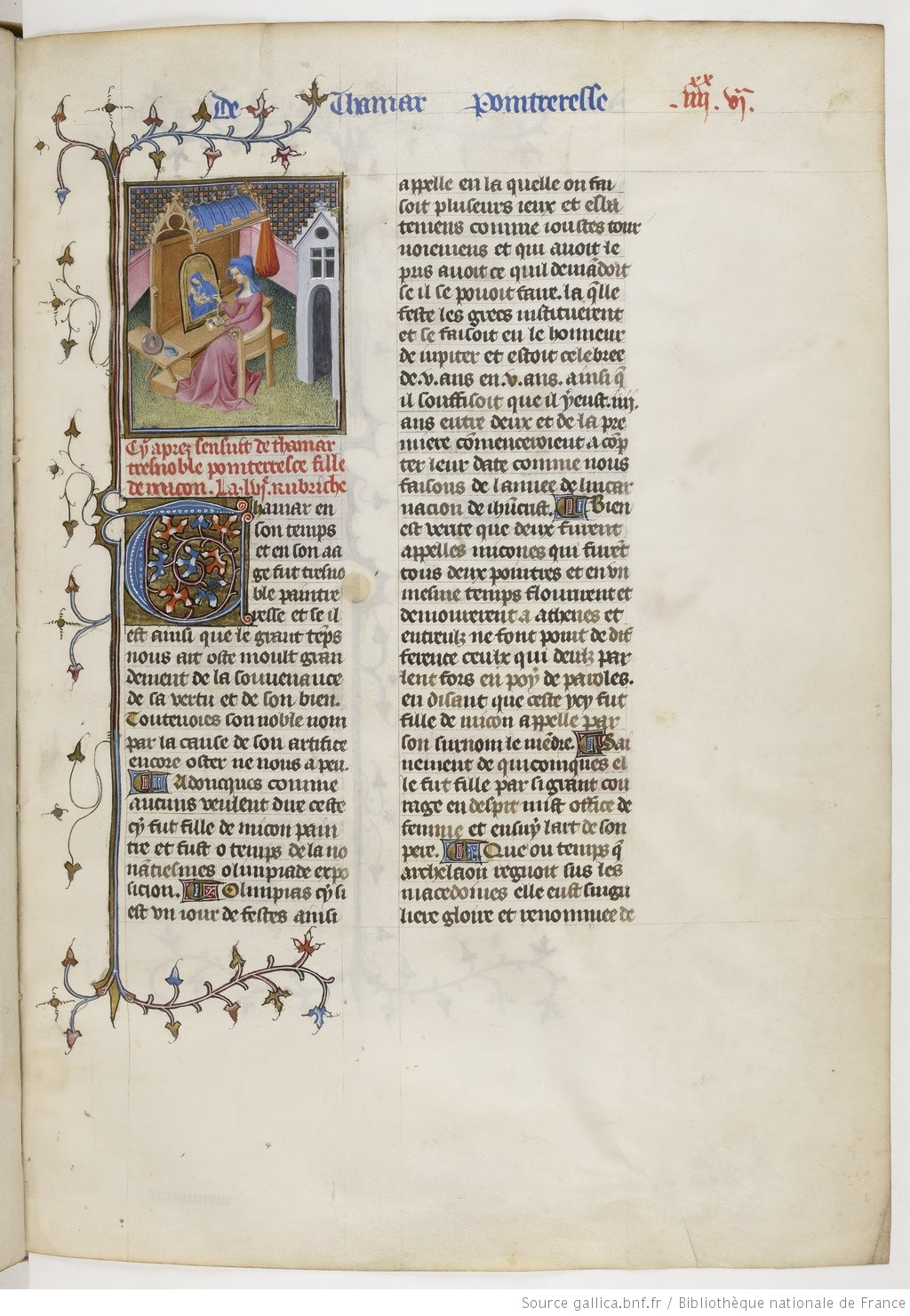
BNF Fr. 598, fol. 86r (1403)
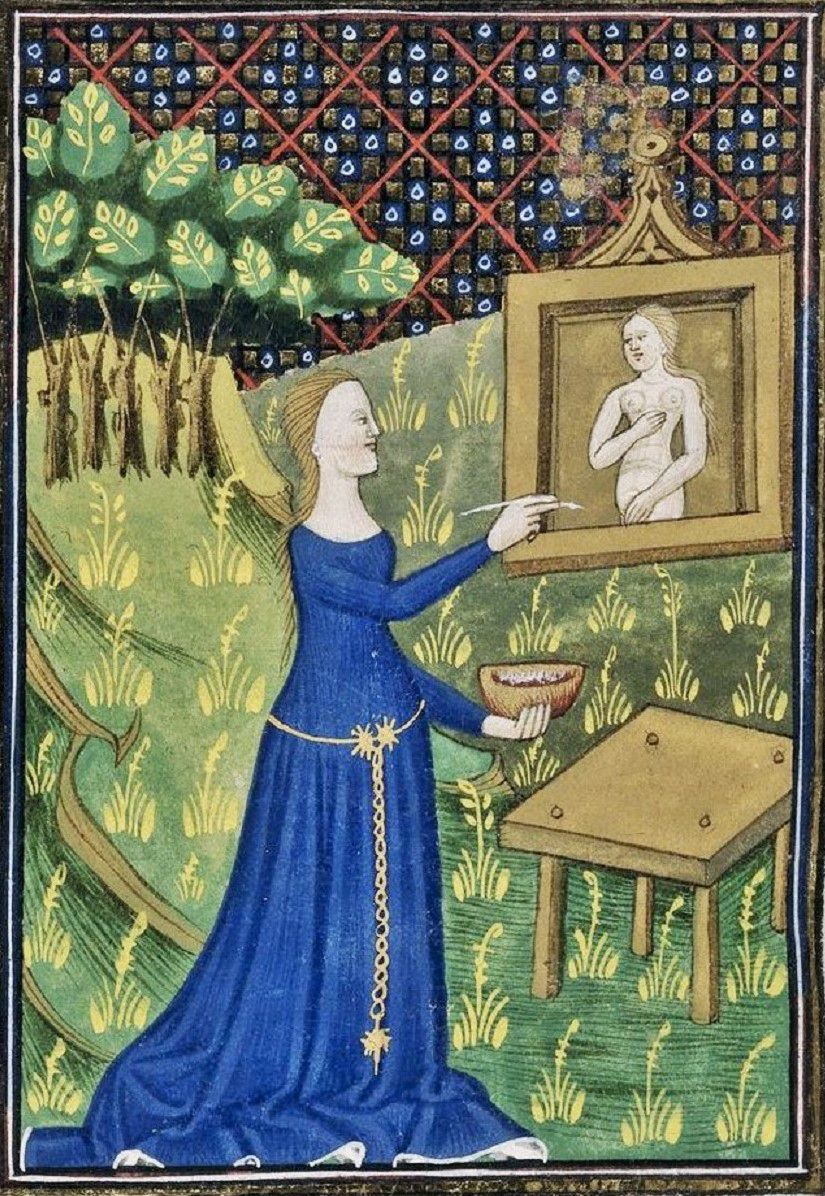
British Library, Royal 16 G V f. 68v (metà XV secolo)
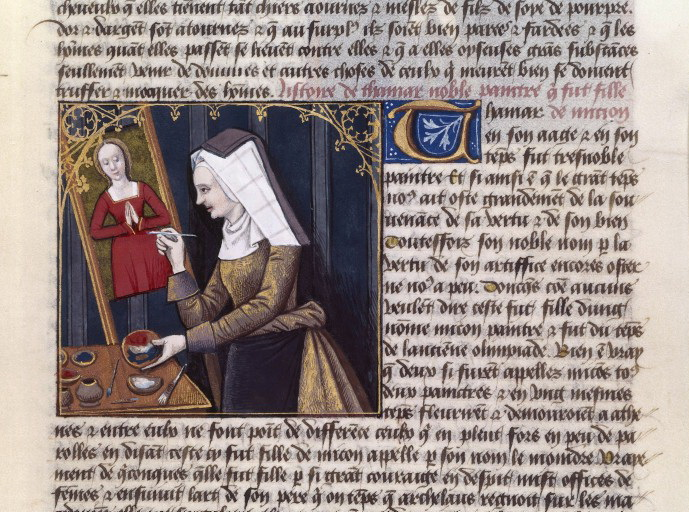
BnF Français 599 fol. 50 (fine XV secolo)